# Pauli Bekehrung (Kleinviecht)

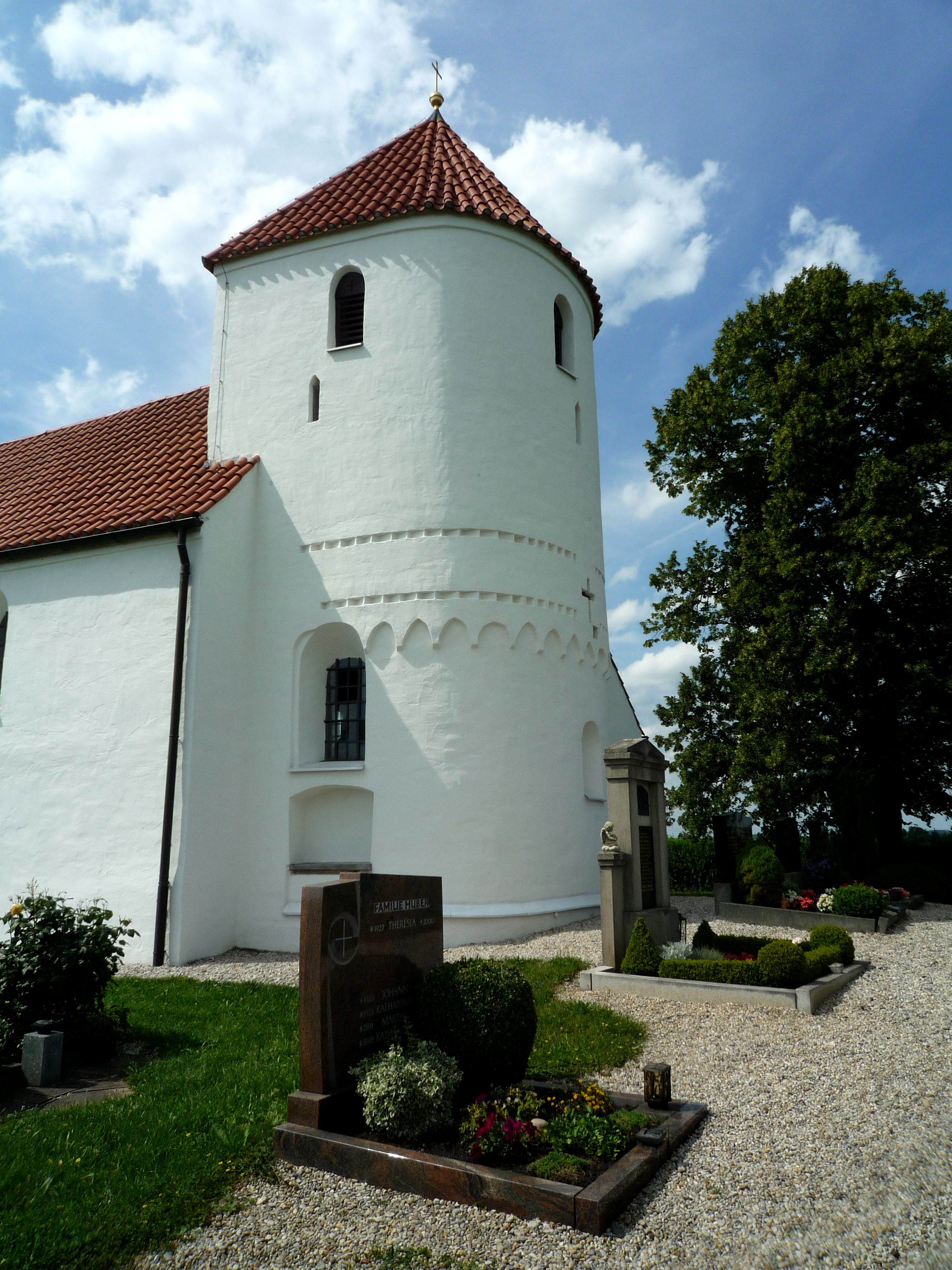
Filialkirche Pauli Bekehrung

Die Filialkirche Pauli Bekehrung ist die katholische Dorfkirche von Kleinviecht im Landkreis Freising (Oberbayern). Die Kirche entstand im 13. oder 14. Jahrhundert als eine aus Backsteinen gemauerte Chorturmkirche im spätromanischen Stil. Patrozinium ist das Fest Pauli Bekehrung.

## Beschreibung
An das einschiffige Langhaus schließt sich östlich ein eingezogener, mit einer Apsis schließender Chor an. Das Langhaus ist flachgedeckt, den Chor überspannt ein Gewölbe aus dem 17. Jahrhundert. Das Äußere der Apsis weist als Schmuckform ein Bogenfries und zwei Deutsche Bänder übereinander auf. Ein altes Rundbogenfenster ist vermauert, darüber befindet sich eine kreuzförmige Lücke. Über dem Chor und der Apsis erhebt sich ein breiter gedrungener Turm. Die an der Nordseite des Chores angebaute Sakristei ist jüngerer Zeit. Zur Ausstattung der Kirche gehört eine bemalte Holzfigur aus der Zeit um 1300, die Christus am Kreuz darstellt. Der Kirche zugehörig ist ein Friedhof.